# Atergatis roseus
Atergatis roseus is een krabbensoort uit de familie van de Xanthidae. De wetenschappelijke naam van de soort is voor het eerst geldig gepubliceerd in 1830 door Rüppell.